# Vesele (Melitópol)
Vesele (en ucraniano: Веселе, lit. 'feliz'; en ruso: Весёлое, romanizado: Veséloye) es un asentamiento urbano ucraniano perteneciente al óblast de Zaporiyia. Situado en el sur del país, forma parte del raión de Melitópol y es centro del municipio (hromada) de Vesele.
El asentamiento está ocupado por Rusia desde marzo de 2022 en el marco de la invasión rusa de Ucrania de 2022. 

## Toponimia
Según la versión más común, se cree que los chumaks, que se dirigían a Crimea en busca de sal, se detuvieron a descansar en las laderas del Mali Menchikur, llamando a este lugar "divertido". En el territorio de Ucrania hay 74 asentamientos con el nombre Vesele.

## Geografía
Vesele está 38 km al noroeste de Melitópol y a unos 125 km al sur de Zaporiyia.

### Clima
El clima de Vesele está moderadamente continental con fenómenos áridos pronunciados. La temperatura media anual es de 8 a 10°С, la temperatura media en enero es de -4°С y en julio es de 25°С. La cantidad promedio de precipitación es de 300-350 mm.

## Historia
Vessele fue fundado en 1815 cerca de un lago donde se detenían los transportistas de sal y del cual el pueblo recibió su nombre. La población de Vesele aumentó debido a docenas de familias de Poltava y aldeanos que huyeron de la servidumbre de las provincias centrales de Rusia. La segunda mitad del siglo XIX fue un período de intenso desarrollo de empresas privadas en Vesele. A partir de 1875, había 2 fábricas de ladrillos, 2 máquinas de vapor, más de 10 molinos de viento y varios cuartos de servicio en el pueblo.
Durante la Segunda Guerra Mundial, más de 5000 habitantes de Vesele lucharon en todos los frentes, 3730 murieron.
El pueblo de Vesele tiene el estatus de asentamiento de tipo urbano desde 1957. En 1978, se organizó aquí un museo regional.
En la noche del 17 de marzo de 2015, desconocidos destrozaron un monumento a Lenin en la ciudad.
Hasta el 18 de julio de 2020, Vesele fue el centro del raión de Vesele. El raión fue abolido en julio de 2020 como parte de la reforma administrativa de Ucrania, que redujo el número de raiones del óblast de Zaporiyia a cinco. El territorio del raión de Vesele se fusionó con el raión de Melitópol.En 2023, Vesele perdió el estatus de asentamiento de tipo urbano en la legislación ucraniana debido a la eliminación de este estatus administrativo.
Durante la invasión rusa de Ucrania de 2022, las tropas rusas ocuparon militarmente el territorio.

## Demografía
La evolución de la población de Vesele entre 1959 y 2022 fue la siguiente:
| 7545                                                          | 8362 | 10 599 | 12 290 | 11 096 | 12 832 | 9980 | 10 071 | 10 063 | 9719 | 9340 |
| (Fuente: Cities & Towns of Ukraine y UKRAINE: Größere Städte) |      |        |        |        |        |      |        |        |      |      |

Según el censo de 2001, la lengua materna de la mayoría de los habitantes, el 60,98%, es el ucraniano; del 38,30% es el ruso.

## Economía
La industria de Vesele está representada por JSC "Veselivsky Zavod (SZM), una empresa de la industria de procesamiento de alimentos. El 2 de febrero de 2018, se puso en funcionamiento una planta de energía solar con una capacidad de 16 mil kW.

## Infraestructura

### Transporte
A 4 km de Vesele está el cruce de las carreteras T-0805, T-0811, T-0817. Un ferrocarril pasa por este pueblo, cuya estación se llama Novovesyolaya.